# Bistum Milos
Das Bistum Milos (lat.: Dioecesis Milensis) war eine in Griechenland gelegene römisch-katholische Diözese mit Sitz auf der Insel Milos.

## Geschichte
Das Bistum Milos wurde im Jahre 1253 errichtet und umfasste die Inseln Milos und Kimolos. 1798 wurde das Territorium des Bistums Kea dem Bistum Milos angegliedert. Im Jahre 1900 wurde das Bistum Milos dem Bistum Syros angegliedert. Das Bistum Milos war dem Erzbistum Naxos als Suffraganbistum unterstellt. Titularnachfolger ist das Titularbistum Milo.

## Bischöfe von Milos
- Bernardo Lauro OP, 1583–1585, dann Bischof von Santorini
- Franciscus Optimates OFM, 1602–1610
- Nicolaus Lesdos, 1611–1624
- Hyacinthus Arnolfini OFM, 1625–…
- Michael de Bernardis OFM, 1629–1634
- Hieronymus de Patavio, 1634–…
- Antonius Serra, 1642–…
- Giovanni Antonio de Camillis, 1669–1698